# Maroc aux Jeux olympiques d'été de 2004
La participation du Maroc aux Jeux olympiques d'été de 2004 a lieu du 12 au 29 août de cette même année à Athènes, en Grèce. C'est la 11e fois que ce pays participe aux Jeux olympiques d'été, excepté ceux de 1980 à Moscou en raison de son soutien partiel à l'appel de boycott lancé par les États-Unis.
La délégation olympique marocaine est composée de 58 athlètes : 49 hommes et 9 femmes. Elle est représentée par son porte-drapeau, l'athlète Nezha Bidouane, médaillé de bronze olympique en 2000. Les sportifs marocains, qui participent dans 9 sports, gagnent trois médailles : deux d'or et une d'argent. Cela les place au 36e rang du tableau des médailles.

## Délégation
Le Comité national olympique marocain sélectionne une délégation de 59 athlètes, 49 hommes et 10 femmes, qui participent aux épreuves de 9 sports et 28 disciplines. Le football est le seul sport collectif dans lequel le Maroc est représenté. Les sports individuels dans lesquels les Marocains sont le plus nombreux sont l'athlétisme, avec 23 athlètes, et la boxe avec 7 athlètes.
Quatre médaillés olympiques font partie de l'équipe marocaine. L'athlète Hicham El Guerrouj obtient l'argent en 2000, les athlètes Ali Ezzine et Nezha Bidouane et le boxeur Tahar Tamsamani sont médaillés de bronze la même année. Le judoka Adil Belgaïd et l'athlète Hicham El Guerrouj participent pour la troisième fois consécutive.
L'athlète Nezha Bidouane, qui a 34 ans, est la sportive la plus âgée de la sélection, alors que le footballeur Azzeddine Ourahou, âgé de 19 ans, est le plus jeune.
Le tableau suivant montre le nombre d'athlètes marocains dans chaque discipline.
| Sport         | Hommes | Femmes | Total |
| ------------- | ------ | ------ | ----- |
| Athlétisme    | 16     | 7      | 23    |
| Boxe          | 7      | 0      | 7     |
| Escrime       | 1      | 0      | 1     |
| Football      | 18     | 0      | 18    |
| Haltérophilie | 1      | 0      | 1     |
| Judo          | 2      | 1      | 3     |
| Natation      | 1      | 0      | 1     |
| Taekwondo     | 1      | 2      | 3     |
| Tennis        | 2      | 0      | 2     |
| Total         | 49     | 10     | 59    |

## Cérémonies d'ouverture et de clôture
Le Maroc est la 107e équipe nationale, après Malte et avant les îles Maurice, à entrer dans le Stade olympique d'Athènes lors de la parade des nations durant la cérémonie d'ouverture le 13 août. L'athlète et double championne du monde Nezha Bidouane a été désignée par le Comité national olympique marocain (CNOM) porte-drapeau de la délégation marocaine, en raison de « ses formidables exploits et de l’importance de ses performances et en signe d’hommage à la femme sportive marocaine et de reconnaissance à la place qui lui sied dans la société ».

## Récompenses

### Médailles
La délégation marocaine remporte trois médailles : deux d'or et une d'argent. Elle est 36e au classement des nations officiel prenant d'abord en compte le nombre de médailles d'or et 51e au classement basé sur le nombre total de médailles.
| Médaille | Discipline | Épreuve | Athlète            | Performance    | Date         |
| -------- | ---------- | ------- | ------------------ | -------------- | ------------ |
| Or       | Athlétisme | 1 500 m | Hicham El Guerrouj | 3 min 34 s 18  | 24 août 2004 |
| Or       | Athlétisme | 5 000 m | Hicham El Guerrouj | 13 min 14 s 39 | 28 août 2004 |
| Argent   | Athlétisme | 800 m   | Hasna Benhassi     | 1 min 56 s 43  | 23 août 2004 |

| Sport      | Médaille d'or, Jeux olympiques | Médaille d'argent, Jeux olympiques | Médaille de bronze, Jeux olympiques | Total |
| ---------- | ------------------------------ | ---------------------------------- | ----------------------------------- | ----- |
| Athlétisme | 2                              | 1                                  | 0                                   | 3     |
| Total      | 2                              | 1                                  | 0                                   | 3     |

### Diplômes
En plus des trois médailles, les athlètes marocains obtiennent trois diplômes lors de ces Jeux.
| Rang | Discipline | Épreuve         | Athlète(s)        | Performance                    | Date         |
| ---- | ---------- | --------------- | ----------------- | ------------------------------ | ------------ |
| 8e   | Athlétisme | 3 000 m steeple | Ali Ezzine        | 8 min 15 s 58                  | 24 août 2004 |
| 4e   | Athlétisme | 800 m           | Mouhssin Chehibi  | 1 min 45 s 16                  | 28 août 2004 |
| 5e   | Taekwondo  | +80 kg          | Abdelkader Zrouri | Défaite en demi-finale (3 à 1) | 29 août 2004 |

## Épreuves

### Faits marquants

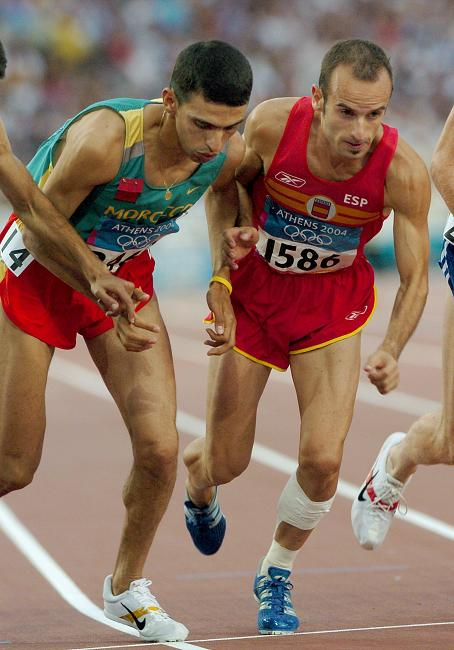
Hicham El Guerrouj (à gauche) au départ de la finale du 1500 m des Jeux olympiques de 2004.

Le 28 août, ultime journée des compétitions d'athlétisme des Jeux olympiques de 2004, Hicham El Guerrouj parvient à remporter l'épreuve du 5 000 m, quatre jours après son sacre au 1 500 m, il devient ainsi le premier coureur à réaliser une doublé, quatre-vingts ans après le Finlandais Paavo Nurmi lors des Jeux de Paris en 1924.

### Athlétisme
Vingt-trois sportifs marocains, 16 hommes et 7 femmes, participent aux épreuves d'athlétisme. C'est une jeune équipe : onze d'entre eux ont moins de 25 ans, le plus jeune étant Amine Laâlou, qui est âgé de 22 ans. L'athlète Nezha Bidouane est, à 34 ans, la plus âgée des athlètes marocains. Elle est aussi la plus expérimenté, puisqu'elle participe à ses troisièmes Jeux olympiques après une élimination en demi-finale en 1992, et une médaille de bronze en 2000.

#### Qualification
Pour chaque épreuve, un pays peut engager trois athlètes à condition qu'ils aient réussi chacun les minima A de qualification. Par ailleurs, un seul athlète par nation est inscrit sur la liste de départ si seuls les minima B sont atteints. Les minima de qualification sont fixés par l'Association internationale des fédérations d'athlétisme et doivent être réalisés entre le 1er janvier 2003 et le 9 août 2004. Pour le marathon la période est fixée entre le 1er septembre 2002 et le 9 août 2004.
Le Comité national olympique marocain sélectionne 23 athlètes. Le tableau suivant présente les meilleurs temps réalisés par les athlètes sélectionnés durant la période de qualification, la date et le lieu de ces performances ainsi que les minima de qualification,.
| Athlète            | Épreuve          | Meilleur résultat | Date            | Lieu                         | Minima A       | Minima B       |
| ------------------ | ---------------- | ----------------- | --------------- | ---------------------------- | -------------- | -------------- |
| Amine Laâlou       | 800 mètres       | 1 min 43 s 68     | 6 août 2004     | Zürich (Suisse)              | 1 min 46 s     | 1 min 47 s     |
| Mouhssin Chehibi   | 800 mètres       | 1 min 45 s 73     | 17 juillet 2003 | Alger (Algérie)              | 1 min 46 s     | 1 min 47 s     |
| Hicham El Guerrouj | 1 500 mètres     | 3 min 27 s 64     | 6 août 2004     | Zürich (Suisse)              | 3 min 36 s 20  | 3 min 38 s     |
| Adil Kaouch        | 1 500 mètres     | 3 min 32 s 86     | 4 juillet 2004  | Héraklion (Grèce)            | 3 min 36 s 20  | 3 min 38 s     |
| Youssef Baba       | 1 500 mètres     | 3 min 33 s 01     | 31 juillet 2004 | Heusden-Zolder (Belgique)    | 3 min 36 s 20  | 3 min 38 s     |
| Hicham El Guerrouj | 5 000 mètres     | 12 min 50 s 24    | 12 juin 2003    | Ostrava (République tchèque) | 13 min 21 s 50 | 13 min 25 s 40 |
| Abderrahim Goumri  | 5 000 mètres     | 12 min 59 s 04    | 30 juillet 2004 | Londres (Grande-Bretagne)    | 13 min 21 s 50 | 13 min 25 s 40 |
| Hicham Bellani     | 5 000 mètres     | 13 min 5 s 72     | 31 juillet 2004 | Heusden-Zolder (Belgique)    | 13 min 21 s 50 | 13 min 25 s 40 |
| Mohammed Amyn      | 10 000 mètres    | 27 min 44 s 24    | 2 août 2004     | Rabat                        | 27 min 49 s    | 28 min 6 s     |
| Jaouad Gharib      | Marathon         | 2 h 7 min 2 s     | 18 avril 2004   | Londres (Grande-Bretagne)    | 2 h 15 min     | 2 h 18 min     |
| Khalid El Boumlili | Marathon         | 2 h 10 min 49 s   | 18 janvier 2004 | Marrakech                    | 2 h 15 min     | 2 h 18 min     |
| Rachid Ghanmouni   | Marathon         | 2 h 10 min 56 s   | 30 août 2003    | Saint-Denis (France)         | 2 h 15 min     | 2 h 18 min     |
| Ali Ezzine         | 3 000 m steeple  | 8 min 12 s 93     | 27 juillet 2004 | Stockholm (Suède)            | 8 min 24 s 60  | 8 min 32 s     |
| Zouhair Ouerdi     | 3 000 m steeple  | 8 min 16 s 64     | 31 juillet 2004 | Heusden-Zolder (Belgique)    | 8 min 24 s 60  | 8 min 32 s     |
| Abdelatif Chemlal  | 3 000 m steeple  | 8 min 21 s 56     | 31 juillet 2004 | Heusden-Zolder (Belgique)    | 8 min 24 s 60  | 8 min 32 s     |
| Yahya Berrabah     | Saut en longueur | 8,33 m            | 12 août 2003    | Casablanca                   | 8,19 m         | 8,5 m          |
| Tarik Bouguetaïb   | Saut en longueur | 8,21 m            | 24 juillet 2004 | Meknès                       | 8,19 m         | 8,5 m          |
| Amina Aït Hammou   | 800 mètres       | 1 min 58 s 92     | 6 août 2004     | Zürich (Suisse)              | 2 min          | 2 min 1 s 30   |
| Hasna Benhassi     | 800 mètres       | 1 min 59 s 11     | 6 août 2004     | Zürich (Suisse)              | 2 min          | 2 min 1 s 30   |
| Seltana Aït Hammou | 800 mètres       | 1 min 59 s 87     | 17 juillet 2003 | Alger (Algérie)              | 2 min          | 2 min 1 s 30   |
| Bouchra Ghezielle  | 1 500 mètres     | 4 min 4 s 19      | 3 juillet 2004  | Saint-Sébastien (Espagne)    | 4 min 5 s 80   | 4 min 7 s 15   |
| Hasna Benhassi     | 1 500 mètres     | 4 min 4 s 42      | 23 juillet 2004 | Saint-Denis (France)         | 4 min 5 s 80   | 4 min 7 s 15   |
| Hafida Izem        | Marathon         | 2 h 36 min 2 s    | 9 mai 2004      | Naples (Italie)              | 2 h 37 min     | 2 h 42 min     |
| Kenza Wahbi        | Marathon         | 2 h 36 min 29 s   | 31 juillet 2004 | Saint-Denis (France)         | 2 h 37 min     | 2 h 42 min     |
| Nezha Bidouane     | 400 mètres haies | 54 s 89           | 31 juillet 2004 | Heusden-Zolder (Belgique)    | 55 s 60        | 56 s 25        |

### Escrime

#### Résultats
| Athlète     | Compétition                 | 1/32 de finale                        | 1/16 de finale   | 1/8 de finale    | Quarts de finale | Demi-finales     | Finale           | Finale       |
| Athlète     | Compétition                 | Adversaire Score                      | Adversaire Score | Adversaire Score | Adversaire Score | Adversaire Score | Adversaire Score | Rang         |
| ----------- | --------------------------- | ------------------------------------- | ---------------- | ---------------- | ---------------- | ---------------- | ---------------- | ------------ |
| Aissam Rami | Épée masculine individuelle | Battu par Sergey Kochetkov (RUS) 6-15 | Non qualifié     | Non qualifié     | Non qualifié     | Non qualifié     | Non qualifié     | Non qualifié |

### Football
L'équipe du Maroc masculine participe au tournoi olympique après avoir terminé 1re du groupe C dans le cadre du tournoi pré-olympique masculin de la CAF 2004. Les Marocains affrontent l'équipe du Costa Rica, l'équipe du Portugal et l'équipe d'Irak, qui se sont toutes qualifiées grâce à la première place de leur zone respective.

#### Qualification
Quatre places sont attribuables à l'Afrique pour le tournoi masculin olympique. Les premiers des quatre groupes du tournoi pré-olympique masculin de la CAF 2004 se qualifient directement. Le Maroc figure dans le groupe C avec l'Angola, l'Éthiopie et l'Ouganda. L'équipe du Maroc obtient sa qualification en terminant à la première place de son groupe, avec un total de 11 points pour trois victoires (4 à 0 contre l'Éthiopie, 5 à 0 face à l'Ouganda et 2 à 1 contre l'Angola), deux nuls (0 à 0 avec l'Angola, 1 à 1 avec l'Ouganda) et une défaite contre l'Éthiopie. Le Maroc arrache ainsi sa place à l’issue de la sixième et dernière journée de qualifications, grâce à une victoire face à l'Angola sur le score de 2-1. Les Lionceaux du Maroc participe donc pour la septième fois de leur histoire aux tournois de football des Jeux olympiques. C'est aussi la deuxième fois consécutive que le Maroc se qualifie au tournoi de football après l'édition de 2000.

#### Sélection
Le sélectionneur de l'équipe marocaine espoirs, Mustapha Madih, doit choisir 18 joueurs, dont 3 peuvent être âgés de plus de 23 ans. Initialement composée de 23 joueurs, ce n'est que le 26 juillet 2004 que le sélectionneur marocain convoque les 18 joueurs qui participe finalement aux Jeux olympiques d'Athènes.
| #  | Nom                  | Position  | Club             | Âge | Joués | But inscrit | Averti | Carton jaune · Carton jaune · Carton rouge | Carton rouge |
| -- | -------------------- | --------- | ---------------- | --- | ----- | ----------- | ------ | ------------------------------------------ | ------------ |
| 1  | Omar Charef          | Gardien   | MC Oujda         | 23  | 0     | 0           | 0      | 0                                          | 0            |
| 18 | Nadir Lamyaghri      | Gardien   | Wydad Casablanca | 28  | 3     | 0           | 0      | 0                                          | 0            |
| 2  | Moncef Zerka         | Défenseur | AS Nancy         | 22  | 2     | 0           | 1      | 0                                          | 0            |
| 4  | Jamal Alioui         | Défenseur | Pérouse Calcio   | 22  | 2     | 0           | 0      | 0                                          | 1            |
| 6  | Badr El Kaddouri     | Défenseur | Dynamo Kiev      | 23  | 3     | 0           | 0      | 0                                          | 0            |
| 13 | Oussama Souaidy      | Défenseur | RCD Majorque B   | 22  | 3     | 0           | 0      | 0                                          | 0            |
| 15 | Sami Tajeddine       | Défenseur | Raja Casablanca  | 22  | 2     | 0           | 0      | 0                                          | 0            |
| 16 | Elamin Erbate        | Défenseur | Raja Casablanca  | 23  | 3     | 0           | 0      | 0                                          | 0            |
| 3  | Salaheddine Aqqal    | Milieu    | OC Khouribga     | 20  | 2     | 1           | 0      | 0                                          | 0            |
| 5  | Marouane Zemmama     | Milieu    | Raja Casablanca  | 20  | 1     | 0           | 0      | 0                                          | 0            |
| 8  | Yazid Kaïssi         | Milieu    | RC Lens          | 23  | 3     | 0           | 1      | 0                                          | 0            |
| 14 | Azzeddine Ourahou    | Milieu    | FC Istres        | 20  | 3     | 0           | 0      | 0                                          | 0            |
| 17 | Otmane El Assas      | Milieu    | Ittihad FC       | 25  | 2     | 0           | 1      | 0                                          | 0            |
| 7  | Farid Talhaoui       | Attaquant | EA Guingamp      | 22  | 3     | 0           | 1      | 0                                          | 0            |
| 9  | Mustapha Allaoui     | Attaquant | MAS Fès          | 21  | 0     | 0           | 0      | 0                                          | 0            |
| 10 | Bouabid Bouden       | Attaquant | RC Lens          | 22  | 3     | 1           | 0      | 0                                          | 0            |
| 11 | Mehdi Taouil         | Attaquant | FC Nuremberg     | 21  | 2     | 0           | 0      | 0                                          | 0            |
| 12 | Bouchaib El Moubarki | Attaquant | Al Wasl Dubaï    | 26  | 3     | 0           | 0      | 0                                          | 0            |

#### Résultats
| Costa Rica-Maroc          | Costa Rica | 0 - 0   | Maroc | Stade Pankritio, Héraklion                        |                                                   |
| 12 août 2004 20 h 30 EEST |            | (0 - 0) |       | Spectateurs : 3 212 Arbitrage : Massimo De Santis | Spectateurs : 3 212 Arbitrage : Massimo De Santis |
| 12 août 2004 20 h 30 EEST | Rapport    |         |       | Spectateurs : 3 212 Arbitrage : Massimo De Santis | Spectateurs : 3 212 Arbitrage : Massimo De Santis |

| Maroc-Portugal            | Maroc      | 1 - 2   | Portugal                | Stade Pankritio, Héraklion                    |                                               |
| 15 août 2004 20 h 30 EEST | Bouden 85e | (0 - 1) | Ronaldo 40e · Costa 73e | Spectateurs : 7 581 Arbitrage : Carlos Batres | Spectateurs : 7 581 Arbitrage : Carlos Batres |
| 15 août 2004 20 h 30 EEST | Rapport    |         |                         | Spectateurs : 7 581 Arbitrage : Carlos Batres | Spectateurs : 7 581 Arbitrage : Carlos Batres |

| Maroc-Irak                | Maroc                         | 2 - 1   | Irak      | Stade Pampeloponnisiako, Patras                  |                                                  |
| 18 août 2004 20 h 30 EEST | Bouden 69e (pen.) · Aqqal 77e | (0 - 0) | Sadir 63e | Spectateurs : 4 019 Arbitrage : Horacio Elizondo | Spectateurs : 4 019 Arbitrage : Horacio Elizondo |
| 18 août 2004 20 h 30 EEST | Rapport                       |         |           | Spectateurs : 4 019 Arbitrage : Horacio Elizondo | Spectateurs : 4 019 Arbitrage : Horacio Elizondo |

| Rang | Équipe     | Pts | J | G | N | P | Bp | Bc | Diff |
| ---- | ---------- | --- | - | - | - | - | -- | -- | ---- |
| 1    | Irak       | 6   | 3 | 2 | 0 | 1 | 7  | 4  | +3   |
| 2    | Costa Rica | 4   | 3 | 1 | 1 | 1 | 4  | 4  | 0    |
| 3    | Maroc      | 4   | 3 | 1 | 1 | 1 | 3  | 3  | 0    |
| 4    | Portugal   | 3   | 3 | 1 | 0 | 2 | 6  | 9  | -3   |

|  | Qualifié pour les quarts de finale |
|  | Pts : points ; G : gagné (victoires) ; N : nul (match nul) ; P : perdu (défaites) Bp : buts marqués ; Bc : buts encaissés ; Diff : différence de buts |

### Judo

#### Résultats
| Athlète       | Compétition           | 1/32 de finale      | 1/16 de finale                          | 1/8 de finale       | Quarts de finale    | Demi-finales        | Repêchage 1                           | Repêchage 2                              | Finale              | Finale       |
| Athlète       | Compétition           | Adversaire Résultat | Adversaire Résultat                     | Adversaire Résultat | Adversaire Résultat | Adversaire Résultat | Adversaire Résultat                   | Adversaire Résultat                      | Adversaire Résultat | Rang         |
| ------------- | --------------------- | ------------------- | --------------------------------------- | ------------------- | ------------------- | ------------------- | ------------------------------------- | ---------------------------------------- | ------------------- | ------------ |
| Younes Ahamdi | Moins de 60 kg hommes | exempt              | Battu par Evgeny Stanev (RUS) 0000–1000 | Non qualifié        | Non qualifié        | Non qualifié        | Non qualifié                          | Non qualifié                             | Non qualifié        | Non qualifié |
| Adil Belgaïd  | Moins de 81 kg hommes | NC                  | Battu par Roman Hontyuk (UKR) 0000–1020 | Non qualifié        | Non qualifié        | Non qualifié        | Bat Reza Chahkhandagh (IRI) 0013–0001 | Battu par Florian Wanner (GER) 0000–0201 | Non qualifié        | Non qualifié |

### Natation
Le Maroc aligne son seul représentant lors des épreuves de natation sportive à ces Jeux olympiques. Il s'agit d'Adil Bellaz, né le 4 juin 1981 et licencié des clubs des Vikings de Rouen et de l'Union Sportive des Cheminots du Maroc (USCM),. Âgé de 23 ans, il prend part aux Jeux olympiques pour la première fois. Adil Bellaz dispute l'épreuve du 200 mètres nage libre le 15 août 2004.

#### Qualification
Adil Bellaz a été sélectionné en réussissant le standard B de la fédération internationale de natation (FINA). Pour se qualifier, il a participé à plusieurs compétitions, notamment en France.
Lors de la 8e édition de la finale de la Vittel Cup, organisé par la fédération française de natation (FFN) du 25 au 27 juin 2004 à Mulhouse, Adil Bellaz s'est engagé à l'épreuve du 200 mètres nage libre, il termine 10e des séries de qualification avec un temps de 1 min 54 s 91, après un passage au 100 m avec 56 s 72, il participe ensuite à la finale B dans laquelle il y termine 3e avec un temps de 1 min 54 s 08, après un temps intermédiaire de 56 s 43, il améliore ainsi son record personnel et décroche son billet de participation aux JO.

#### Résultats
Adil Bellaz participe à l'épreuve du 200 mètres nage libre, dont les séries ont lieu dans la matinée du 15 août. Aligné dans la ligne 4 de la deuxième des huit séries aux côtés de sept autres athlètes, il y termine 6e en 1 minutes 55 secondes et 79 centièmes, ce temps lui permet de se classer 53e de l'ensemble des concurrents. Il ne se qualifie donc pas pour les demi-finales réservées aux 16 premiers. La finale de cette épreuve désignée par les médias comme « La course du siècle » en raison de la présence des meilleurs nageurs de l'histoire olympique: l’Australien Ian Thorpe (détenteur du record du monde de l'épreuve à l'époque), le Hollandais Pieter van den Hoogenband (champion olympique en titre), l'Australien Grant Hackett (ancien détenteur du record du monde de l'épreuve), et l'Américain Michael Phelps (devenu plus tard le sportif le plus titré et le plus médaillé de l'histoire des Jeux olympiques avec 22 médailles) a été finalement remporté par l’Australien Ian Thorpe, battant à cette occasion le record olympique de plus de 60 centièmes.
| Athlète     | Épreuve          | Séries        | Séries | Demi-finales | Demi-finales | Finale       | Finale       |
| Athlète     | Épreuve          | Temps         | Rang   | Temps        | Rang         | Temps        | Rang         |
| ----------- | ---------------- | ------------- | ------ | ------------ | ------------ | ------------ | ------------ |
| Adil Bellaz | 200 m nage libre | 1 min 55 s 79 | 53e    | Non qualifié | Non qualifié | Non qualifié | Non qualifié |

### Tennis
| - Hicham Arazi. - Younès El Aynaoui. |

#### Résultats

##### Simple
| Athlète           | 1/32 de finale                               | 1/16 de finale      | 1/8 de finale       | Quarts de finale    | Demi-finales        | Finale              | Rang         |
| Athlète           | Adversaire Résultat                          | Adversaire Résultat | Adversaire Résultat | Adversaire Résultat | Adversaire Résultat | Adversaire Résultat | Rang         |
| ----------------- | -------------------------------------------- | ------------------- | ------------------- | ------------------- | ------------------- | ------------------- | ------------ |
| Hicham Arazi      | Battu par Juan Carlos Ferrero (ESP) 3-6, 1-6 | Non qualifié        | Non qualifié        | Non qualifié        | Non qualifié        | Non qualifié        | Non qualifié |
| Younès El Aynaoui | Battu par Dominik Hrbatý (SVK) 3-6, 4-6      | Non qualifié        | Non qualifié        | Non qualifié        | Non qualifié        | Non qualifié        | Non qualifié |

##### Double
| Athlètes                       | 1/16 de finale                                         | 1/8 de finale       | Quarts de finale    | Demi-finales        | Finale              |
| Athlètes                       | Adversaire Résultat                                    | Adversaire Résultat | Adversaire Résultat | Adversaire Résultat | Adversaire Résultat |
| ------------------------------ | ------------------------------------------------------ | ------------------- | ------------------- | ------------------- | ------------------- |
| Hicham Arazi Younès El Aynaoui | Battus par Max Mirnyi/Vladimir Voltchkov (BLR) Abandon | Non qualifiés       | Non qualifiés       | Non qualifiés       | Non qualifiés       |

## Bilan
Les athlètes marocains, avec leurs deux médailles d'or et une médaille d'argent, se placent au 36e rang du classement des nations officiel prenant d'abord en compte le nombre de médailles d'or et au 51e du classement basé sur le nombre total de médailles.

## Aspects extra-sportifs
De nombreux athlètes d'origine marocaine ont représenté leurs pays d'adoption lors de ces Jeux, notamment : Hind Dehiba, Driss El Himer, Rakiya Maraoui-Quétier, El Hassan Lahssini et Ismaïl Sghyr pour la France ; Rachid Ramzi, Abdelhak Zakaria, Nadia Ejjafini et Al Mustafa Riyadh pour le Bahreïn ; et Achraf Tadili pour le Canada.
La jeune haltérophile Wafaa Ammouri âgée de 19 ans, première Marocaine à se qualifier aux épreuves d'haltérophilie des Jeux olympiques et vice-championne d'Afrique a été suspendue après avoir été contrôlée positive à un stéroïde anabolisant lors du contrôle antidopage effectué avant le début de l'épreuve,.
À la suite des exploits d'Hicham El Guerrouj et de Hasna Benhassi, le roi Mohammed VI a décoré les deux athlètes en septembre 2004, le double champion olympique du « Cordon de Commandeur », tandis que la médaillé d'argent du « Cordon de l'Ordre d'Officier ».